# Amphinemura baei
Amphinemura baei är en bäcksländeart som beskrevs av Ham och Lee 1999. Amphinemura baei ingår i släktet Amphinemura och familjen kryssbäcksländor. Inga underarter finns listade i Catalogue of Life.